# L'idolo delle donne
L'idolo delle donne (The Ladies Man) è un film comico del 1961 diretto e interpretato da Jerry Lewis. Uscì nelle sale il 28 giugno 1961 distribuito dalla Paramount Pictures. Si tratta della seconda regia di Lewis dopo il successo di Ragazzo tuttofare dell'anno precedente.

## Trama
Herbert è un giovane lasciato dalla propria ragazza il giorno della laurea, che decide di non innamorarsi mai più e di tenersi alla larga dalle donne. In seguito, per ironia della sorte, trova lavoro come tuttofare proprio in un pensionato femminile. Nonostante la maggior parte delle ragazze lo tratti solo come un cameriere e cerchi di ingraziarsi Herbert solo per servirsi di lui, Fay, una delle ragazze, lo aiuterà a superare la sua atavica paura delle donne.

## Produzione

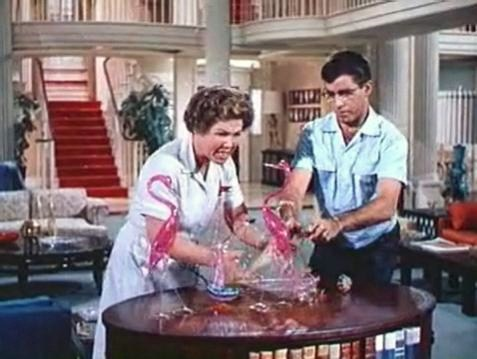
Kathleen Freeman e Jerry Lewis in una scena del film

Mel Brooks collaborò alla sceneggiatura del film. Litigò con Lewis ed abbandonò la produzione. Nella sua autobiografia, Brooks affermò che la versione finale del copione includeva solamente due scene da lui scritte e che chiese alla Writers Guild of America di assicurarsi che il suo nome fosse omesso dai crediti. Le rirpese iniziarono nel novembre 1960.
Il celebre set costruito per il film è una delle più grandi scenografie mai costruite in interni negli studi Paramount. Il "pensionato" conta circa sessanta camere, e viene ripreso in "spaccato" come una casa delle bambole. Il set del film di Lewis successivamente ispirerà il design delle scenografie per il film del 1972 Crepa padrone, tutto va bene di Jean-Luc Godard.
Dopo due settimane di riprese, Lewis licenziò il direttore della fotografia Haskell Boggs, suo collaboratore da lungo tempo, a causa di una discussione e lo sostituì con W. Wallace Kelley.
Nel film è mostrata la vera cerimonia di nozze di Daria Massey e David Lee Joesting.

## Critica
Il film è il più interessante dal punto di vista registico tra quelli diretti da Lewis. Molteplici sono le soluzioni tecniche originali adottate per il film, tese a valorizzare la mastodontica scenografia costruita negli studi Paramount appositamente per le riprese. Non per nulla, negli extra dell'edizione in DVD, lo stesso Lewis racconta che, all'epoca delle riprese, spesso sul set era presente un giovane regista alle prime armi ancora sconosciuto, Francis Ford Coppola, ammirato dalla tecnica di regia utilizzata e dall'uso del famoso video assist inventato da Lewis.
Nel tratto surreale che contraddistingue le gag ideate per il film, come già nel precedente The Bellboy (Ragazzo tuttofare), è riscontrabile l'influenza del cinema di Jacques Tati. Per questo motivo e per le audaci soluzioni tecniche impiegate, il film fu molto amato dai critici e registi francesi della Nouvelle Vague.
Il critico cinematografico Howard Thompson, in una recensione sul New York Times scrisse: "Ora, in tutta onestà nei confronti di un film francamente spensierato che muore lì una volta visto, l'ultimo di Mr. Lewis comincia con un inizio fresco e davvero divertente. Tuttavia, dopo la prima mezz'ora, il resto del film e il signor Lewis, con tutti gli altri attori fermamente relegati in secondo piano, si trascinano e inciampano in piena vista, come se lui e il film stessero semplicemente improvvisando." Nel complesso, all'epoca il film ricevette recensioni contrastanti a New York. Basandosi su un numero limitato di recensioni non contemporanee, sull'aggregatore di recensioni Rotten Tomatoes il film ha un indice di gradimento del 100% basato su 11 recensioni, con un voto medio di 7,6 su 10.
Nel 1998 Jonathan Rosenbaum del Chicago Reader incluse L'idolo delle donne nella sua lista dei migliori film statunitensi esclusi dalla classifica AFI Top 100.